# Ченто Поци (Рагуза)
Ченто Поци је насеље у Италији у округу Рагуза, региону Сицилија.
Према процени из 2011. у насељу је живело 43 становника. Насеље се налази на надморској висини од 603 м.